# Совет комиссаров Балтийского флота
Совет комиссаров Балтийского флота (Совкомбалт) — совещательный орган при главном комиссаре Рабоче-крестьянского Красного флота, состоявший из 18-19 человек. До издания временного положения об управлении флотом этот орган играл значительную роль в деле руководства флотом. Создан после упразднения Центробалта решением Совнаркома 3 марта 1918 года.